# ريكس ديفيدسون
ريكس ديفيدسون (30 يوليو 1927 في أستراليا - 11 يناير 2017) (بالإنجليزية: Rex Davidson)‏ هو لاعب كريكت أسترالي. لعب مع فريق تسمانيا للكريكت.

## وصلات خارجية
- ريكس ديفيدسون على موقع إي آس بي آن كريك إنفو (الإنجليزية)